# Plato

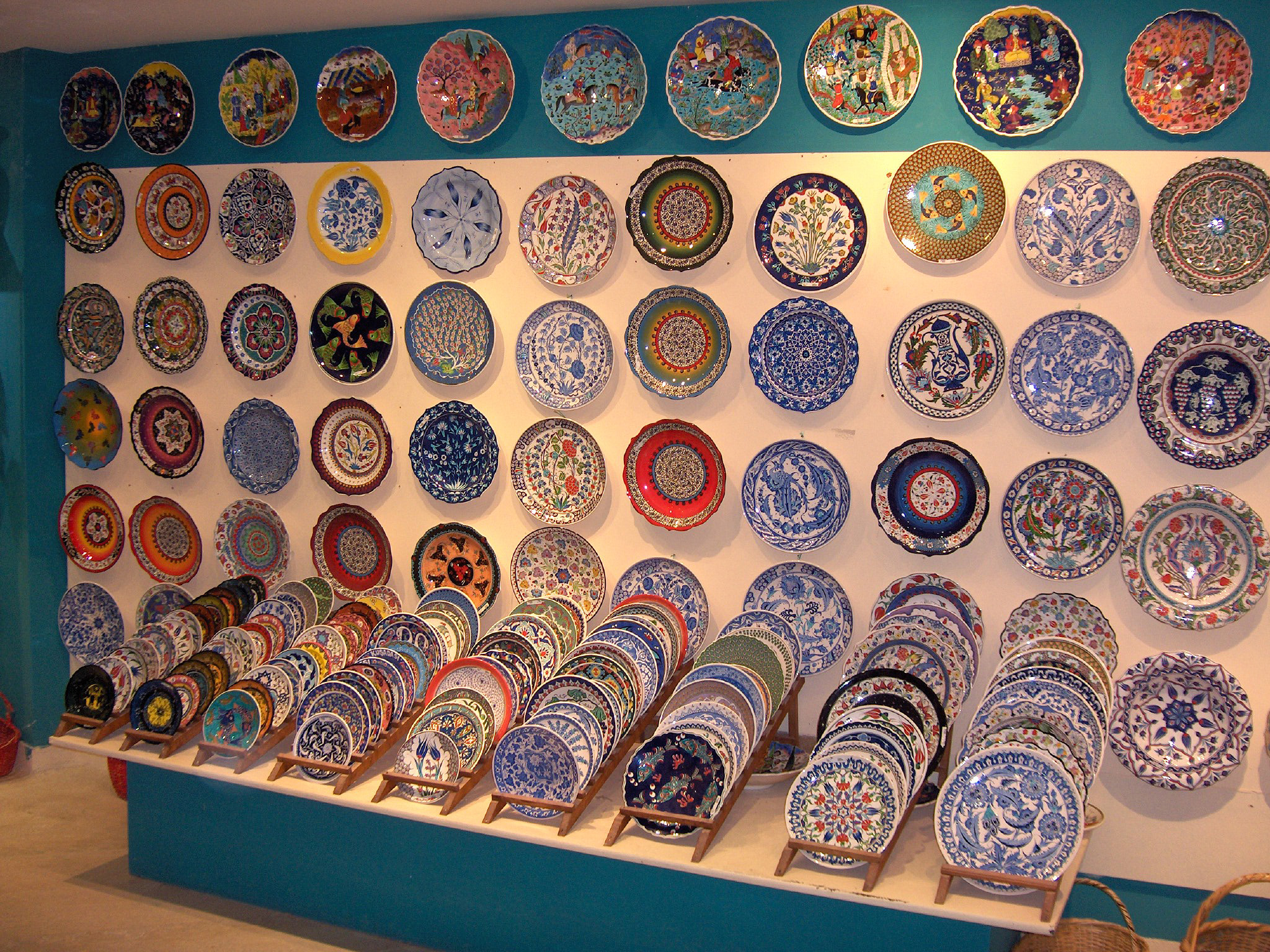
Platos de fayenza. Göreme (Turquía).

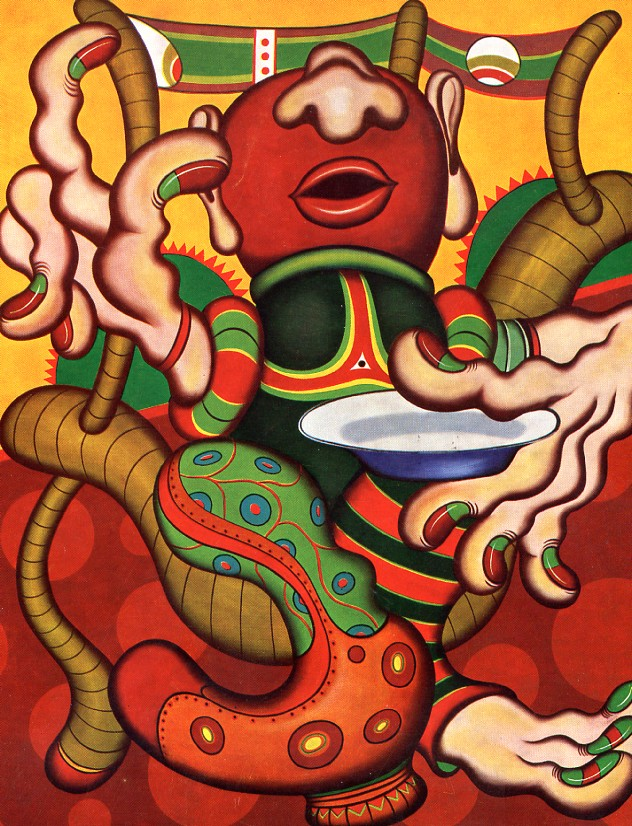
El plato vacío (1968), del pintor austriaco Hans Krenn (1932–2007).

El plato es un recipiente (elaborado de muy diferentes materiales) útil para muy diferentes usos pero esencialmente empleado como pieza de la vajilla para comer. Es un utensilio doméstico común a todas las culturas, los diccionarios lo definen como vasija circular y casi plana, ligeramente cóncava en su centro y borde extendido, diferenciando platos soperos u hondos y platos llanos. Vasijas hermanas son: el cuenco, la escudilla y la fuente. La cultura del plato lo ha convertido en un lujoso objeto de adorno, presente en los mejores museos del mundo. 
El plato es el utensilio más usado en estas épocas y en las anteriores, es un utensilio que se usa en todas las regiones del mundo, un invento que transformó el mundo.   

## Diseño

### Forma

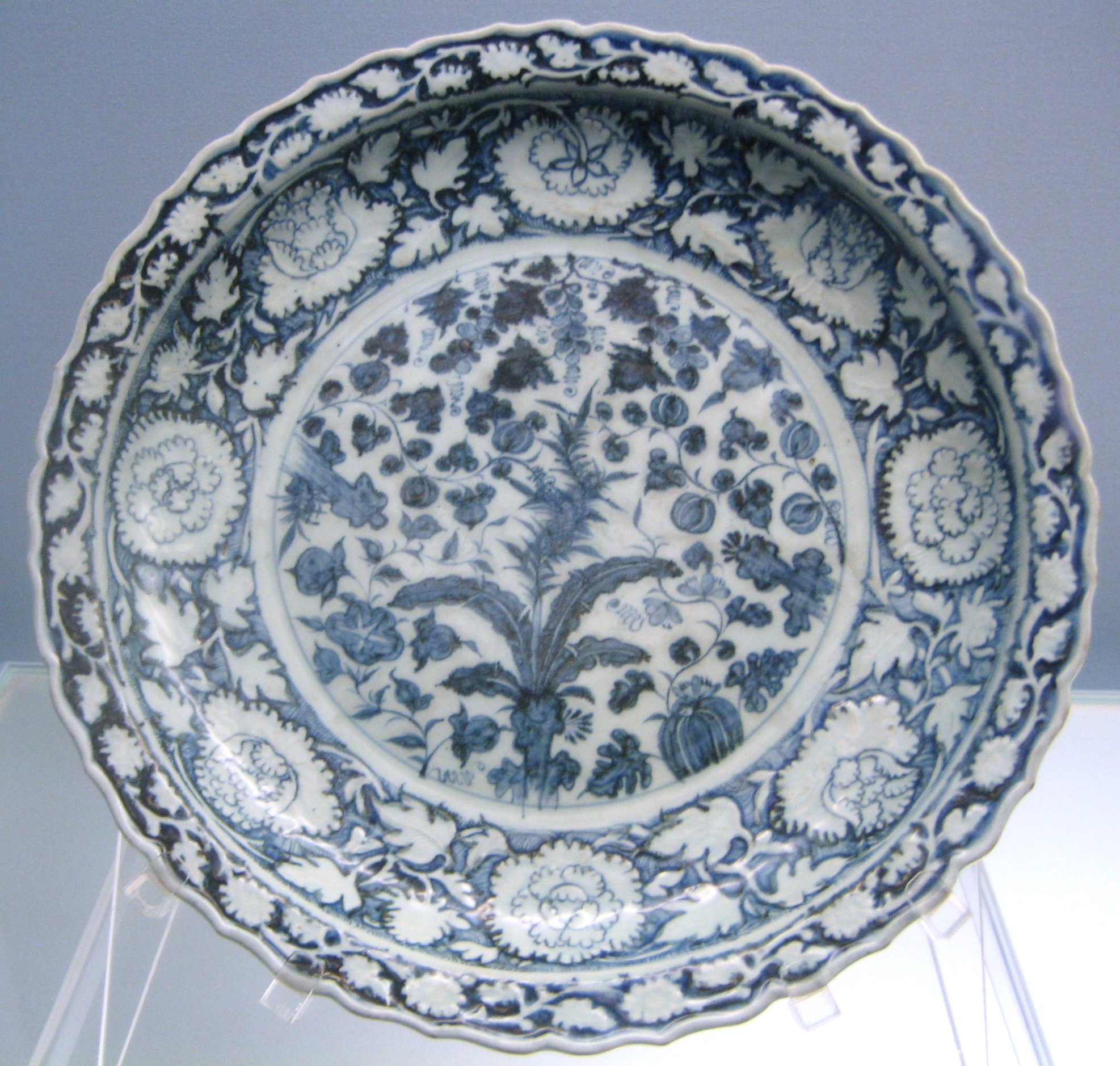
Plato típico chino, con labio angosto. Porcelana Jingdezhen, dinastía Yuan, 1271–1368.

Un plato se compone generalmente de:
- El fondo, la parte interior del plato, donde se coloca la comida.
- El labio, la parte exterior plana y elevada del plato (a veces mal llamado borde). Su anchura en proporción al fondo puede variar mucho. Suele tener una ligera inclinación hacia arriba, o ser paralelo a la base, como es típico en los platos más grandes y las formas tradicionales chinas.  No todos los platos tienen un labio marcado.
- El borde, el borde exterior de la pieza; a menudo decorado, por ejemplo con dorado.
- La base, la parte inferior.

El labio ancho y plano habitual en Europa se deriva de las antiguas formas de los platos de metalistería europeos; los platos de cerámica chinos suelen curvarse en los bordes o tener un labio estrecho. Un plato de servir completamente plano, sólo práctico para alimentos secos, puede denominarse trinchero, especialmente si es de madera.

### Materiales
Los platos se fabrican habitualmente con materiales cerámicos como porcelana china, porcelana, loza y gres, así como con otros materiales tradicionales como vidrio, madera o metal; ocasionalmente, se ha utilizado piedra. A pesar de la existencia de plástico y otros materiales modernos, la cerámica y otros materiales tradicionales siguen siendo los más comunes, excepto para usos especializados como los platos para niños pequeños.  La porcelana y la loza de hueso fueron en su día materiales lujosos, pero hoy pueden permitírselos la mayor parte de la población mundial. Los platos de metal baratos, que son los más duraderos, siguen siendo comunes en el mundo en desarrollo.  Los platos desechables, que suelen estar hechos de plástico o pasta de papel o un compuesto (papel recubierto de plástico), se inventaron en 1904 y están diseñados para utilizarse una sola vez. También pueden utilizarse resina de melamina o vidrio templado, como Corelle.

## Historia
La historia del plato se remonta a miles de años, evolucionando con la cultura humana, la tecnología y los materiales. 

### Civilizaciones antiguas
El concepto de "plato" tal como lo conocemos hoy probablemente comenzó en las civilizaciones antiguas. En el período Neolítico (alrededor del 10,000 a. C.), los primeros humanos comenzaron a moldear arcilla para hacer recipientes rudimentarios para comer. Estas primeras piezas se usaban principalmente para servir y almacenar alimentos. Alrededor del 1500 a. C., los egipcios fabricaban platos y vasijas de arcilla y piedra. A menudo eran finamente elaborados, con diseños intrincados, y en ocasiones se usaban en rituales funerarios. En la antigua Grecia y Roma, los platos comenzaron a fabricarse con metal, madera y cerámica. Estos platos eran a veces sencillos, pero también podían estar bellamente decorados con escenas pintadas o talladas. Las familias más adineradas solían usar platos de plata o de oro.

### Medioevo y Renacimiento
En la Edad Media (siglos V al XV), los platos se fabricaban principalmente de madera o peltre. También aparecieron platos de cerámica, pero seguían siendo relativamente raros. Eran generalmente profundos, de forma parecida a un cuenco, y a menudo se compartían entre varias personas durante las comidas comunales. En el Renacimiento, los platos de cerámica se volvieron más comunes. Estos platos eran a menudo esmaltados y decorados con diseños coloridos. Las casas más adineradas tenían porcelana fina, a veces importada de China, que era muy apreciada.

### Auge de la porcelana y la loza
La invención de la porcelana en China durante la dinastía Tang (618–907 d. C.) revolucionó el diseño de los platos. La porcelana era ligera, duradera y podía decorarse bellamente con patrones intrincados. Fue muy codiciada en Europa y jugó un papel importante en la formación de los diseños de platos occidentales.
No fue hasta 1708, cuando un alfarero alemán en Meissen descubrió el proceso chino, que el arte alfarero europeo entró en acción. Muchos de los mejores talleres de cerámica más conocidos del mundo fueron fundados durante este período - Royal Saxon en 1710, Wedgwood en 1759, Royal Copenhagen en 1775, Spode, fundado en 1776 en Inglaterra y la porcelana de Meissen en Alemania son ejemplos sobresalientes de los platos de porcelana fina producidos durante este período. Estos platos eran a menudo muy delicados y decorados, utilizados como símbolos de riqueza y estatus social.

### Revolución industrial y producción en masa
La Revolución Industrial (finales del siglo XVIII y siglo XIX) cambió drásticamente la producción de platos. Las fábricas ahora podían producir platos en grandes cantidades, lo que los hacía más asequibles y accesibles para una población más amplia. Este período vio una amplia variedad de materiales utilizados en los platos, desde barro y gres hasta porcelana y loza de hueso.
Nuevas tecnologías, como la invención de la impresión a transferencia (que permitió la producción masiva de diseños en los platos), hicieron que fuera más fácil crear platos intrincados y decorativos a gran escala.

## Campo lingüístico

### Etimologías
Nebrija, en su Diccionario latino-español (1492) y en el Vocabulario español-latino (1494), diferencia:
- plato: «Platina-ae». «Lanx-cis». «Discus-i».
- plato grande: «Gobata-ae». «Paropsis-idis». «Manzonorum-i». «Catinus-i».
- plato de aguamanos: «Malluvium-ii». «Trulleum-i».[2]

### Significados por extensión y construcciones compuestas
Los diccionarios incluyen dos acepciones de plato, cuando hace referencia al alimento que se sirve en él (sirven platos exquisitos) o a la cantidad contenida por el mismo (está tan rico que me comería varios platos). Aparece asociado a menudo con otros términos, creando construcciones descriptivas diferenciadoras, como por ejemplo: "plato trinchero" (el usado para cortar las carnes), "plato montado" (para alimentos vistosamente adornados), "platos típicos" (guisos que definen la gastronomía de una región), etc.
Su presencia en frases hechas, refranes y figuras de pensamiento (como la metáfora y la metonimia), convierte al plato en un buen ejemplo de la riqueza lingüística de la lengua española:

### Refranes
Algunos de los refranes más comunes alusivos al plato son los siguientes:
- "Del plato a la boca se cae la sopa."
- "Tajada que lleva el gato tarde vuelve al plato."
- "Uno caza la liebre en el prado y otro la caza en el plato."
- "El amor y el interés comen juntos en un plato; el amor come por horas y el interés, cada rato."
- "La salud no está en el plato, sino en el zapato." (en prevención de la gula y recomendando el ejercicio)[4]

### Frases hechas
Algunas de las frases hechas acerca del plato son las siguientes:
- "acabar tirándose los platos a la cabeza": en una relación, acabar mal;
- "¿Cuándo hemos comido en el mismo plato?": La expresión suele emplearse en sentido negativo, como decir ¿hay familiaridad entre nosotros para que me trate sin respeto?;[5]
- "Comer de un mismo plato/Comer en un mismo plato": signo o señal de intimidad entre dos o más personas;
- "La venganza es un plato que se sirve/toma frío": evolución de la frase histórica supuestamente pronunciada por Marco Junio Bruto mientras apuñalaba a Julio César (...la venganza es fría, padre).
- "No es plato de buen gusto": se refiere a una situación desagradable;
- "No se puede estar al plato y a las tajadas": advertencia para los que lo quieren todo;
- "pagar los platos rotos":  recibir castigo por lo que otro hizo o por lo que se hizo entre varios;
- "tener pinta de no haber roto un plato en su vida": dícese sobre todo de los niños buenos en apariencia y de los tímidos engañosos;

## Campo arqueológico
Definición técnica como pieza de la alfarería: recipiente, simple o compuesto, con un diámetro no mayor de 20 cm. y que suele tener un ala o labio destacado. La producción cerámica distingue: platos llanos, hondos, de postre, escurrecubas y tortillero.
En arqueología, el plato tiene en el cuenco su precedente prehistórico. En la civilización greco-romana abundan los recipientes que por su uso, formas y aspecto pueden considerarse precursores o inspiradores del plato, como por ejemplo el fiale o la pátera romana. El la cultura islámica el utensilio doméstico más evocador es el ataifor. Algunos investigadores han puesto en duda la existencia de platos en la vajilla doméstica hasta el final del Medievo, dada su escasa presencia en los repertorios conocidos. Así, se ha planteado la posibilidad de que estuvieran hechos de materia perecedera, o bien, que no se necesitasen (según Martín Gómez y Oliva Alonso no hay referencias etimológicas hasta el siglo XV). Sea como fuere, el plato y similares recipientes aparecen en la cerámica islámica desde época temprana: los platos califales de Medina al-Zahra (siglo X y XI) estudiados por Pavón Maldonado; los ataifores, morfológicamente diferentes pero parejos en lo funcional, citados por Roselló Bordoy. Y muy diversos vasos análogos, datados en los siglos XII y XIII, hallados en contextos cristianos castellano-leoneses: Saldaña, Melgar de Arriba, Benavente o Puente Castro.

## Tipos de plato y la etiqueta en la mesa
- Platos llanos.

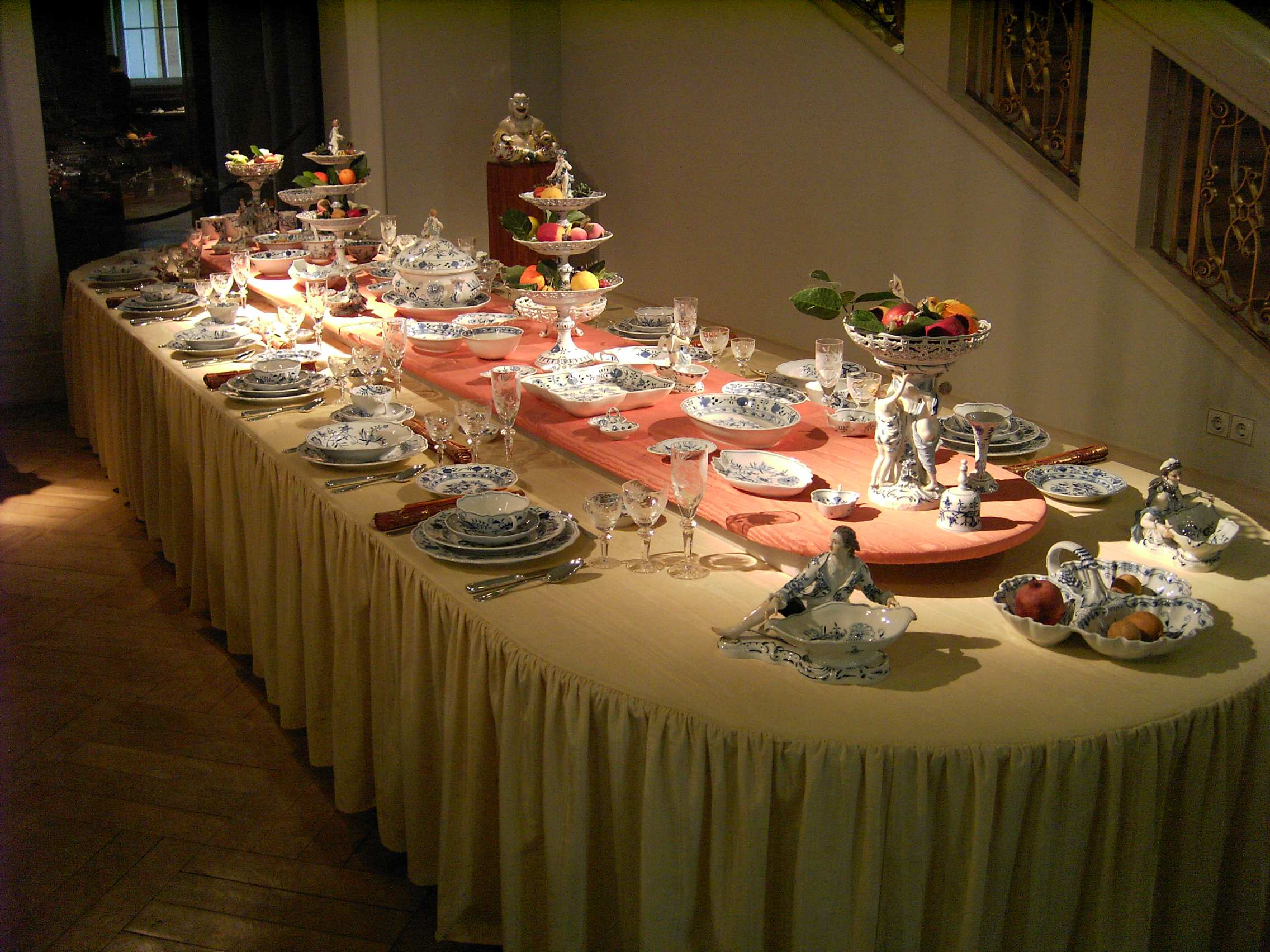
Un servicio de mesa completo de cerámica de Meissen.

- Platos hondos, para tomar cremas, sopas y otros platos de cuchara.
- Platos de postre, de menor diámetro que los anteriores utilizados para servir el postre.
- Platos de café, los más pequeños de los cuatro tipos, para servir con la taza del café.
- Platos de consomé, que combinan con sus correspondientes tazones.

La colocación de los platos en la mesa se hace de la siguiente manera. En primer lugar se colocan los bajoplatos o platos de decoración. Sobre ellos, se sitúan los platos llanos y sobre ellos, los platos hondos o platos de aperitivo, más pequeños que los anteriores. El platillo del pan se coloca a la izquierda, alineado con las copas. Asimismo, la etiqueta aconseja no colocar dos platos iguales juntos (es decir, dos hondos o dos llanos) y no apoyar directamente los platos hondos sobre la mesa.

## Platos de oro y calabaza
Fray Bartolomé de las Casas, en su Historia de las Indias, describe en diferentes pasajes de la obra vasijas y recipientes que él mismo denomina platos o especie de platos, ora de oro puro, ora de barro, ora de cáscara de calabaza. La cita es común a todos los "cronistas de indias", desde Cristóbal Colón y su hijo Hernando a Juan Bautista Muñoz ya en el siglo XVIII, pasando por el Inca Garcilaso y Fray Bernardino de Sahagún

"Así que, acabada la misa, mandó el señor traer de comer, y luego trajeron ciertos altabaques o cestillos de pan de maíz de diversas maneras hecho y cocido; trajeron frutas de la tierra y muchos platos hondos de barro, y quizá eran de las calabazas que llaman jícaras, muy pintadas por de fuera, llenas de potaje de carne bien guisada."
 Bartolomé de las Casas.

## Platosnativos americanos

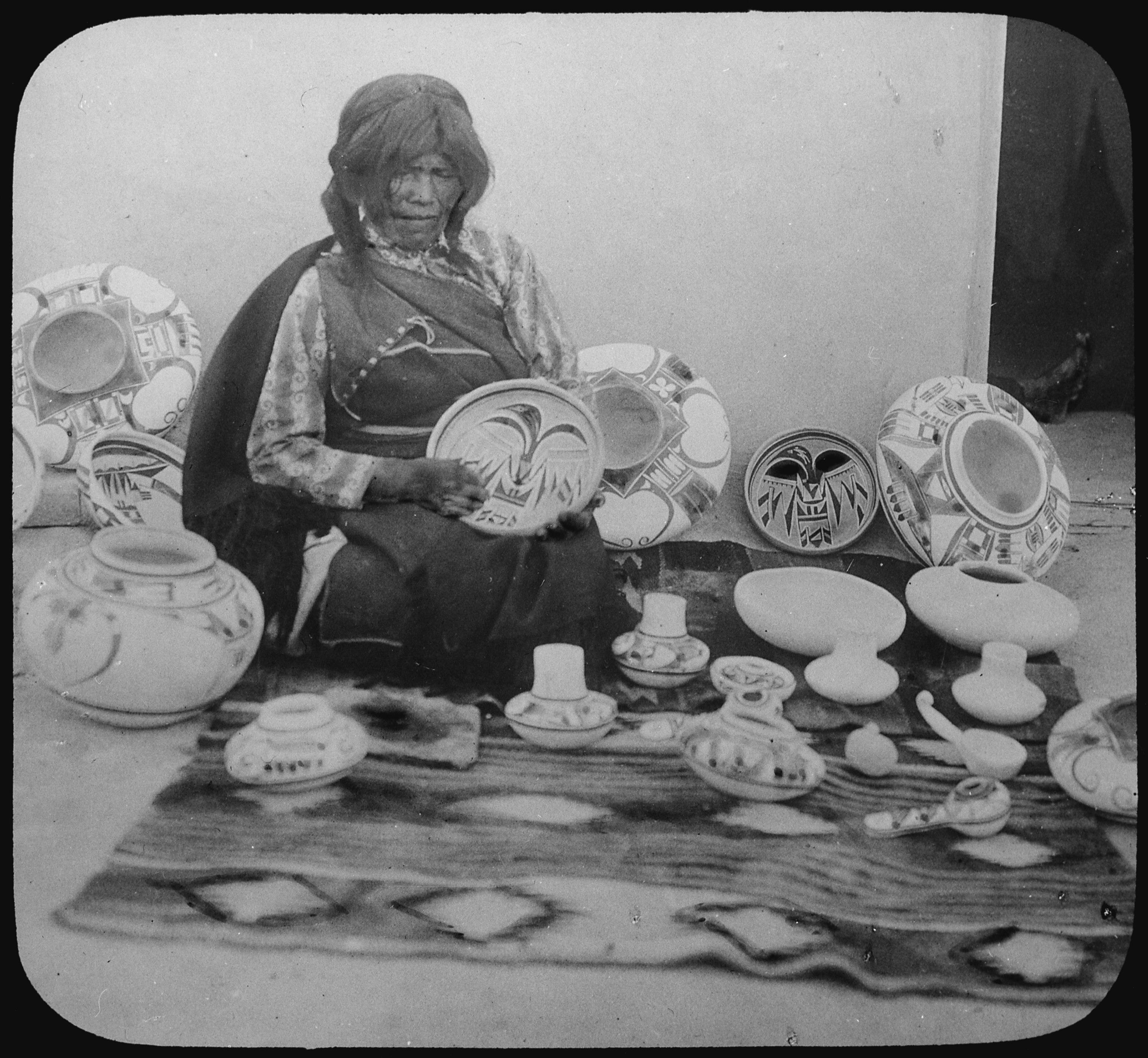
"Num-pa -yu" (Iris Nampeyo), alfarera hopi (Estados Unidos), en 1900.

Una de las cerámicas más vivas y especialmente rica en la producción de platos decorados, es la común a los pobladores precoloniales, los pueblos de las tres Américas. Ejemplos muy atractivos pueden encontrarse en:
- La alfarería de los pueblos Anasazi, en lo que hoy es Colorado, Utah, Arizona y Nuevo México.
- La alfarería Lenca, en territorios de Honduras y El Salvador.
- La cerámica Pipil, cerámica Anaranjado Delgado, y cerámica Anaranjado San Martín, en México.
- La cerámica andina de los Huari, los Chancay y la Cultura Lima, en Perú y los Llolleo, en Chile.

En la historia de la pintura
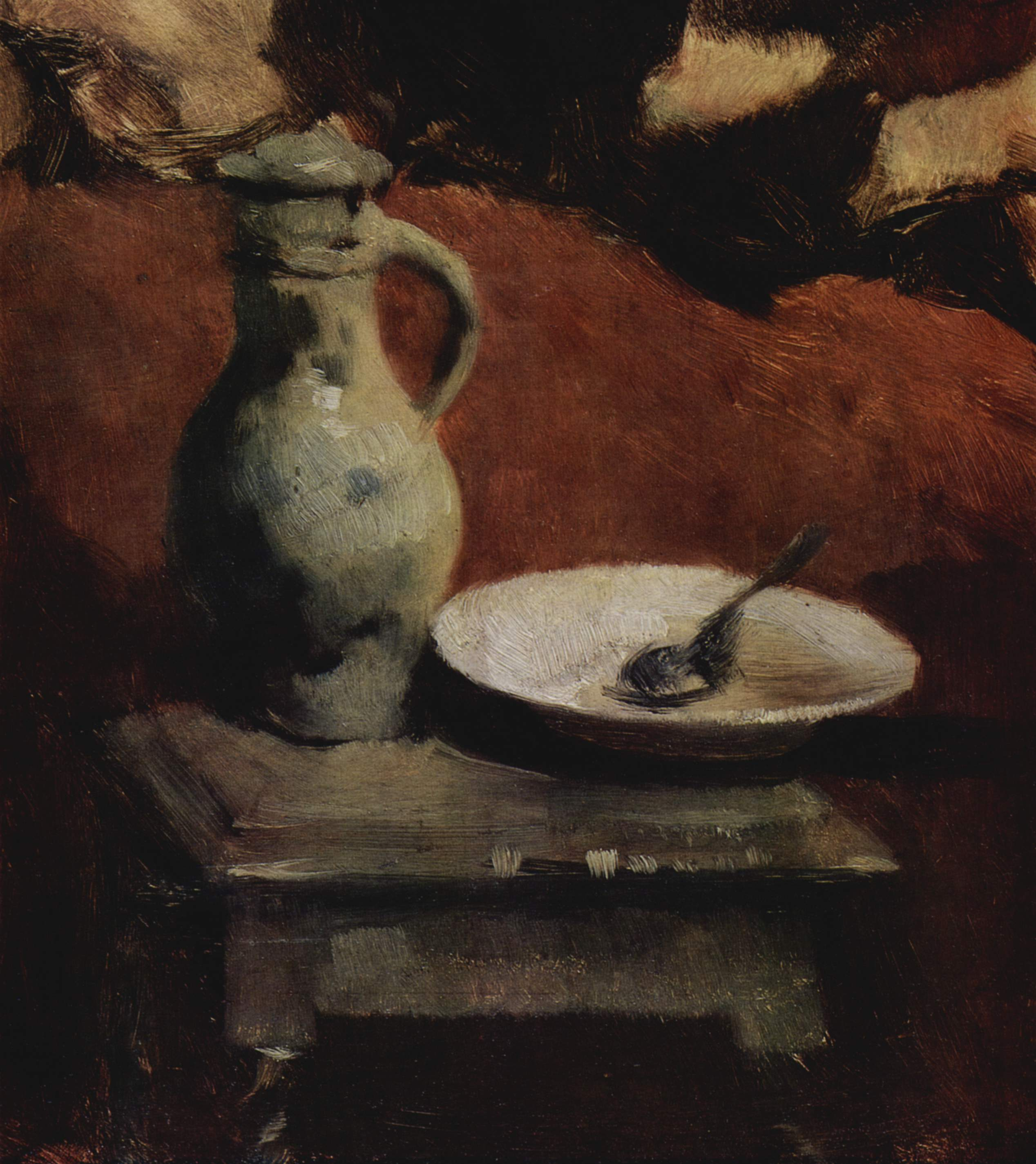
Detalle en Joven saboyano dormido (1869).Wilhelm Maria Hubertus Leibl. Museo del Hermitage.
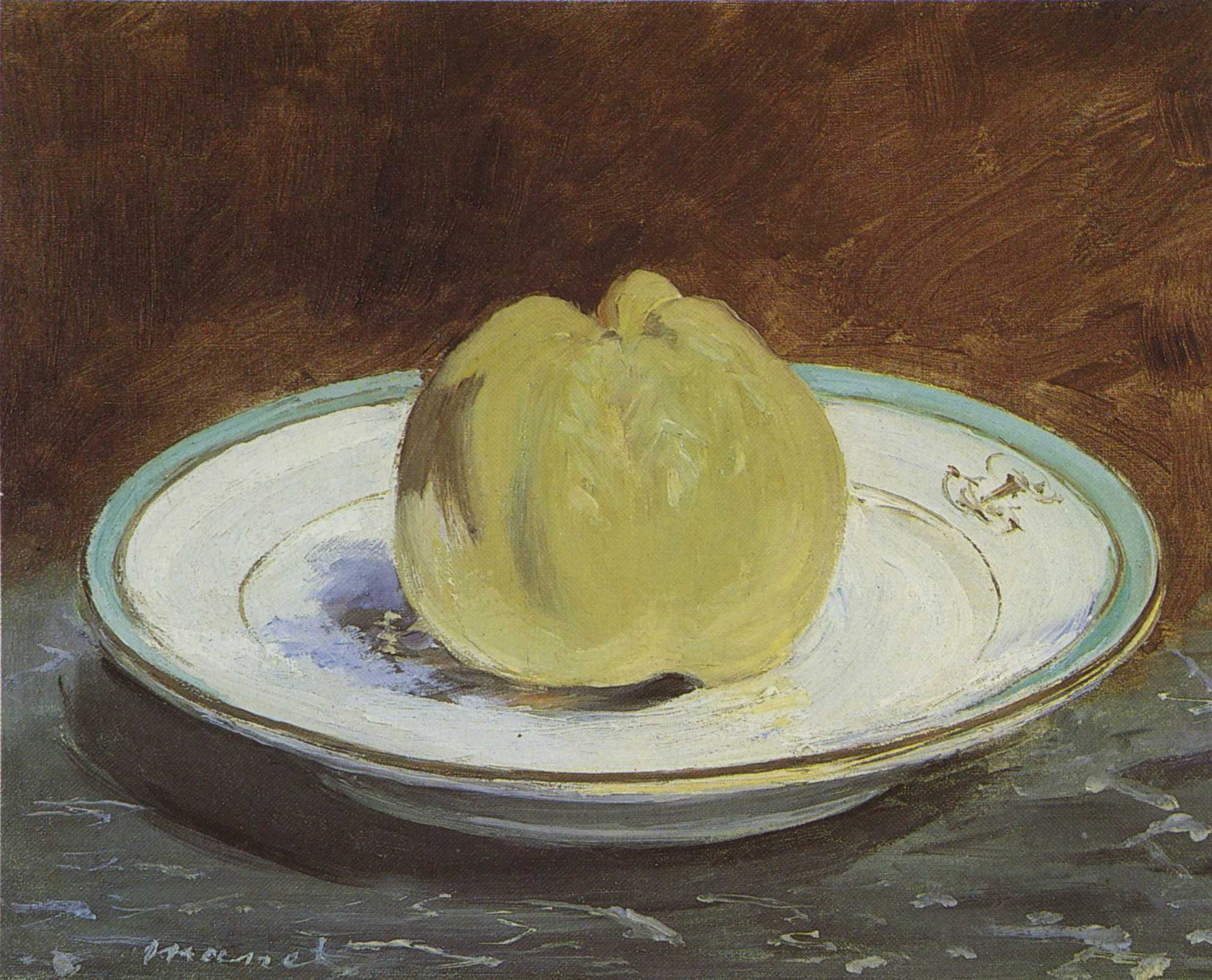
Plato con manzana (1881). Edouard Manet.
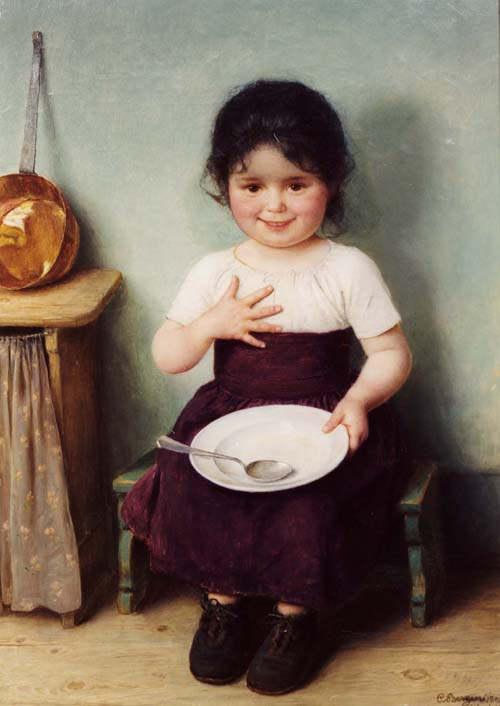
Niña en la cocina (1904), por Carl von Bergen.
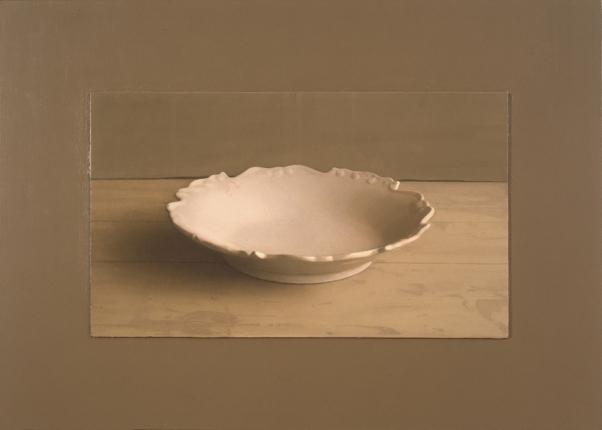
Plato (1948), por Israel Hershberg.

## Platos de diseño

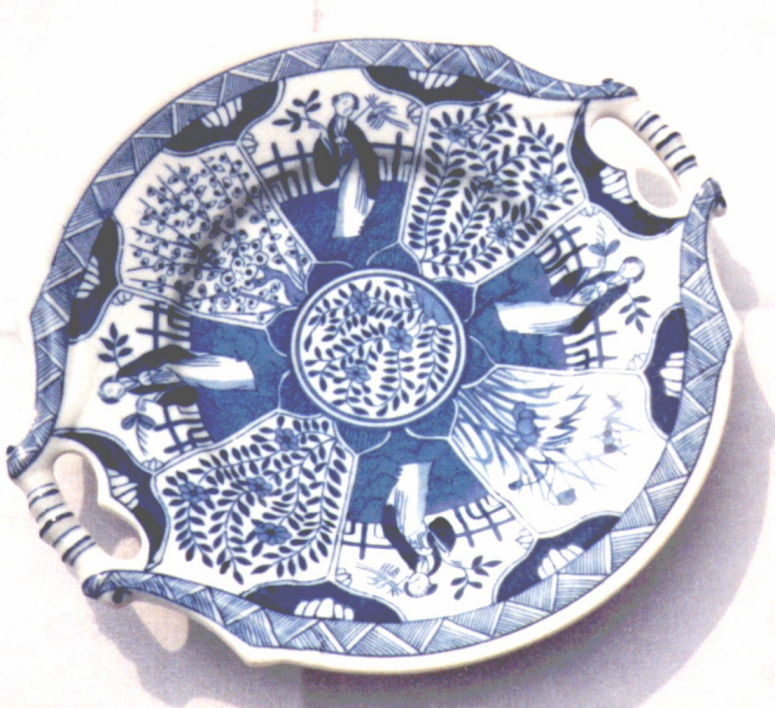
Falsa porcelana china, fabricada en Maastrich, imitando el estilo azul del periodo Kangxi (1662-1722).
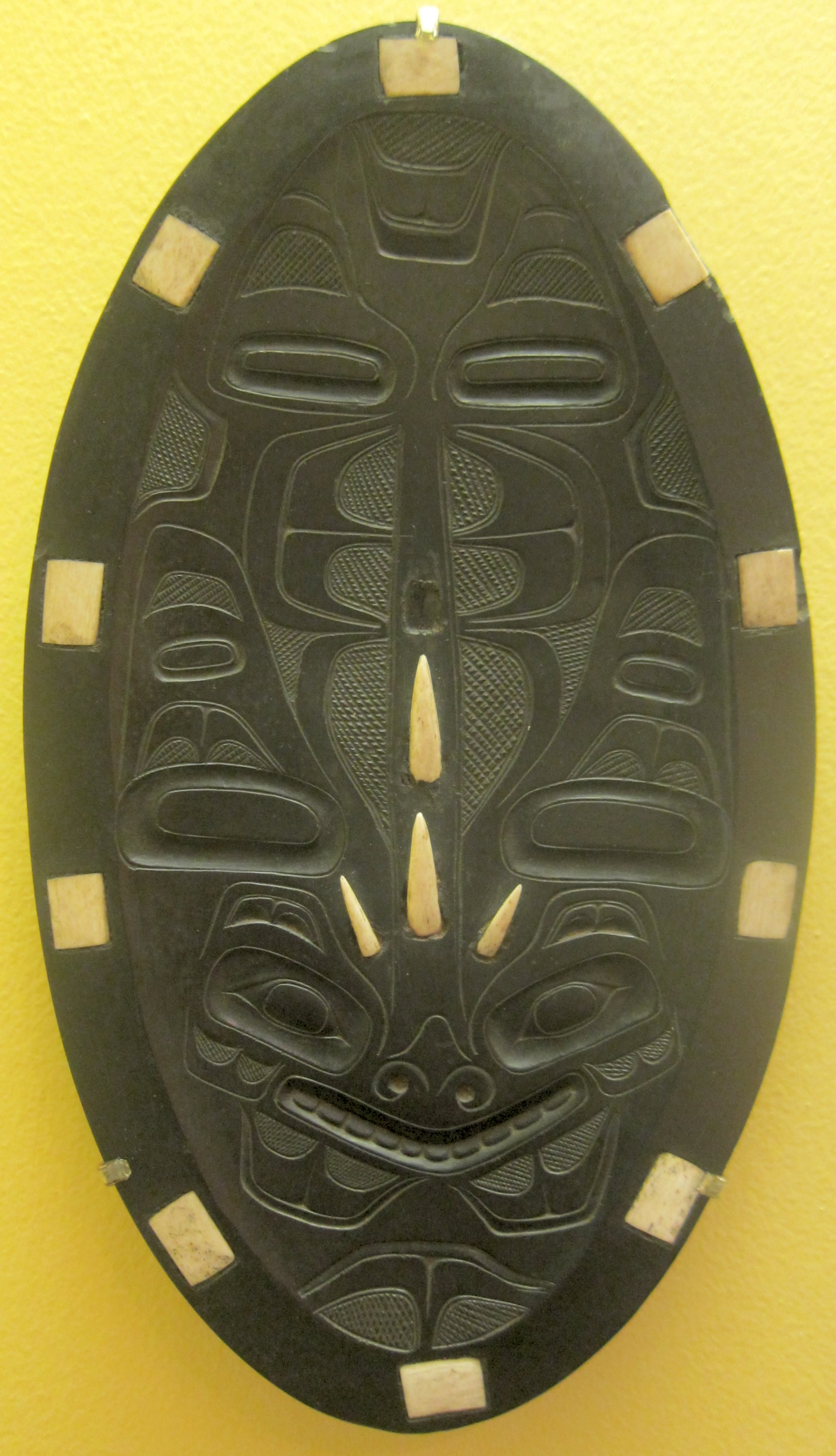
Plato de argilita y marfil, obra de Tom Price (1855-1929), nativo de las islas Reina Carlota (Canadá). Museo de la Academia del Arte de Honolulu.
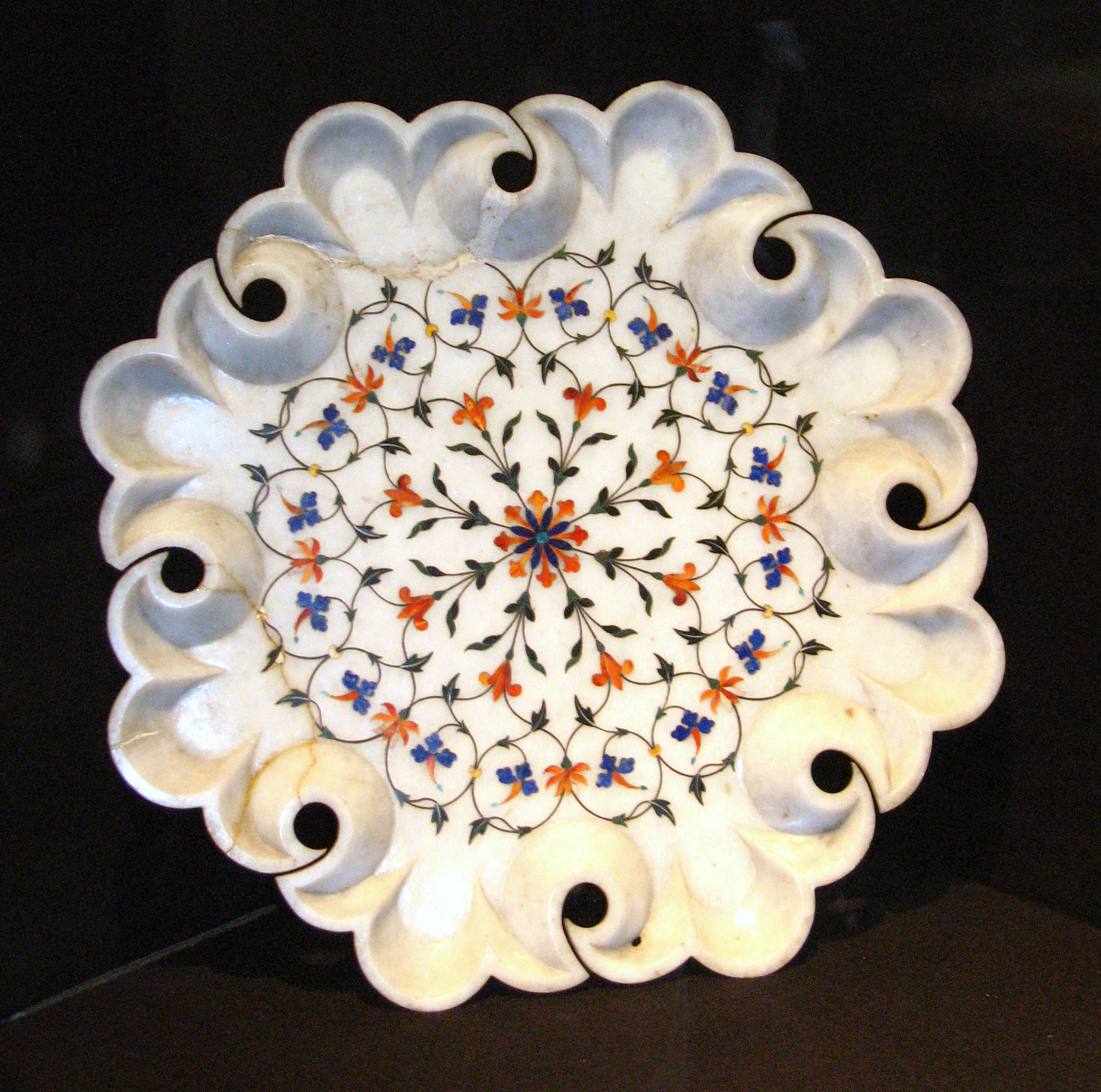
Plato de mármol de la India (variante del plato de castañuelas). Museo del Hermitage. San Petersburgo (Rusia).
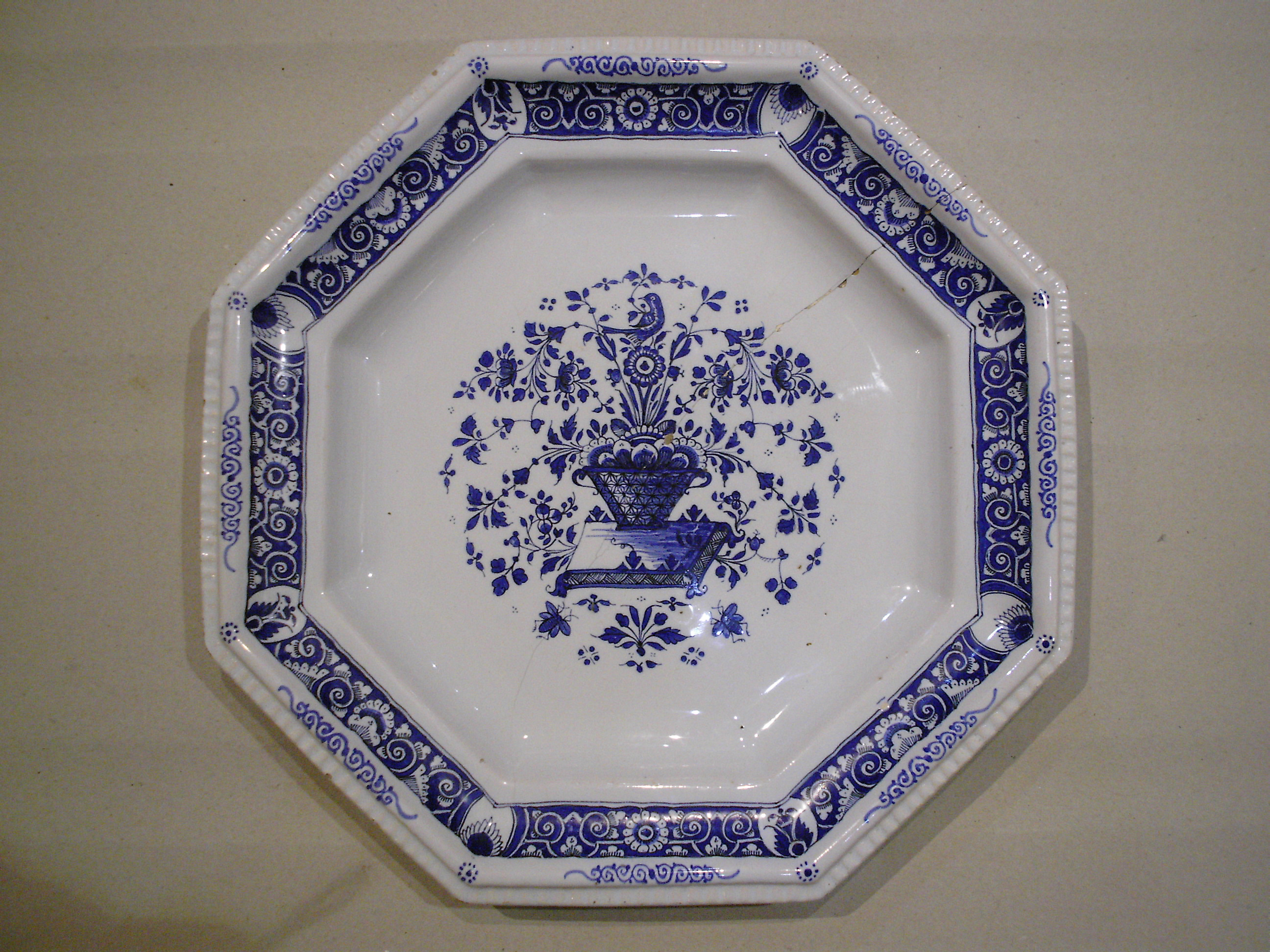
Plato octogonal del siglo XVIII. Museo del "pan de especias" en Gertwiller (Alsacia). Francia.
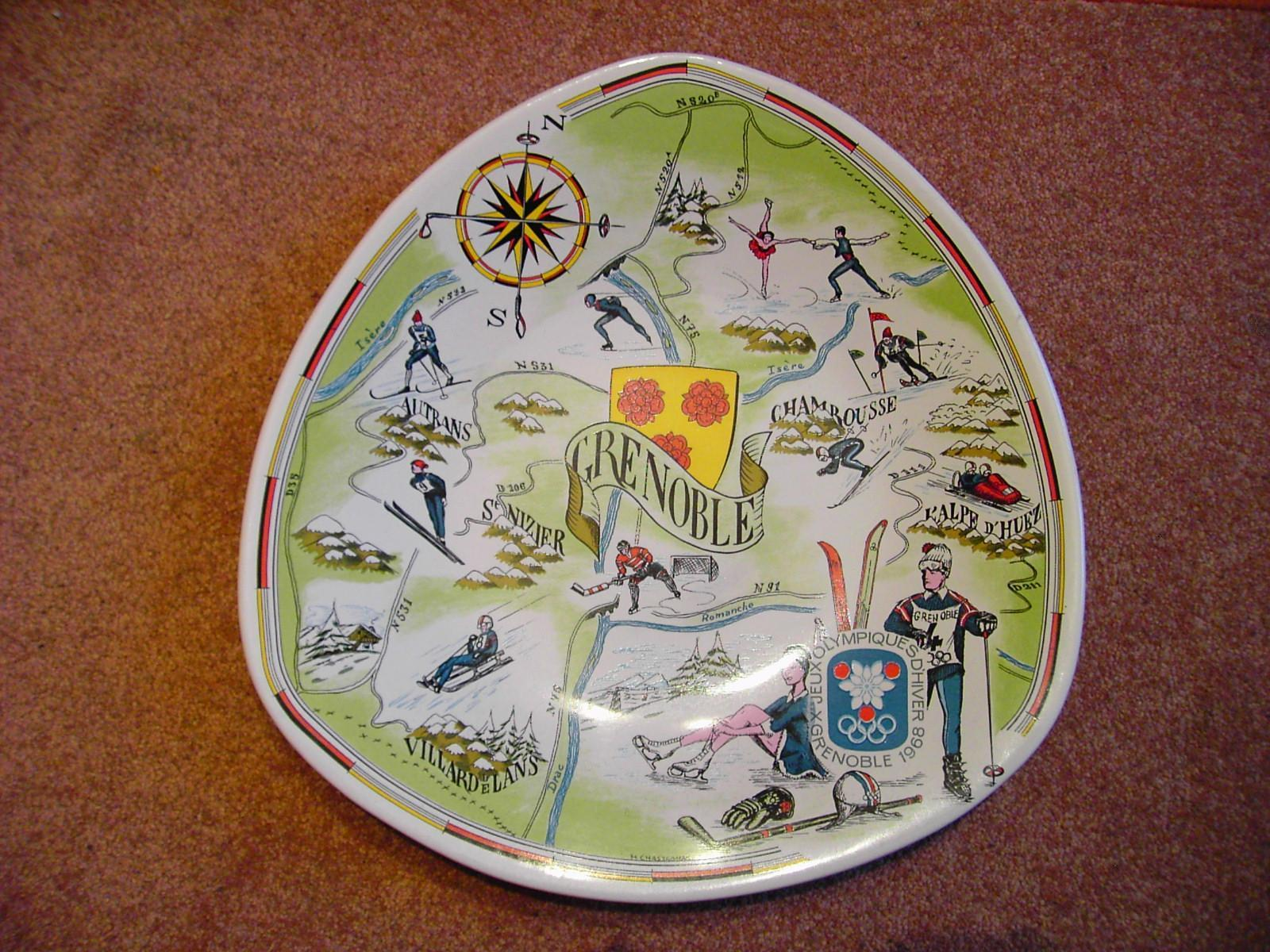
Plato conmemorativo de los Juegos Olímpicos de Invierno, Grenoble (1968). Francia.
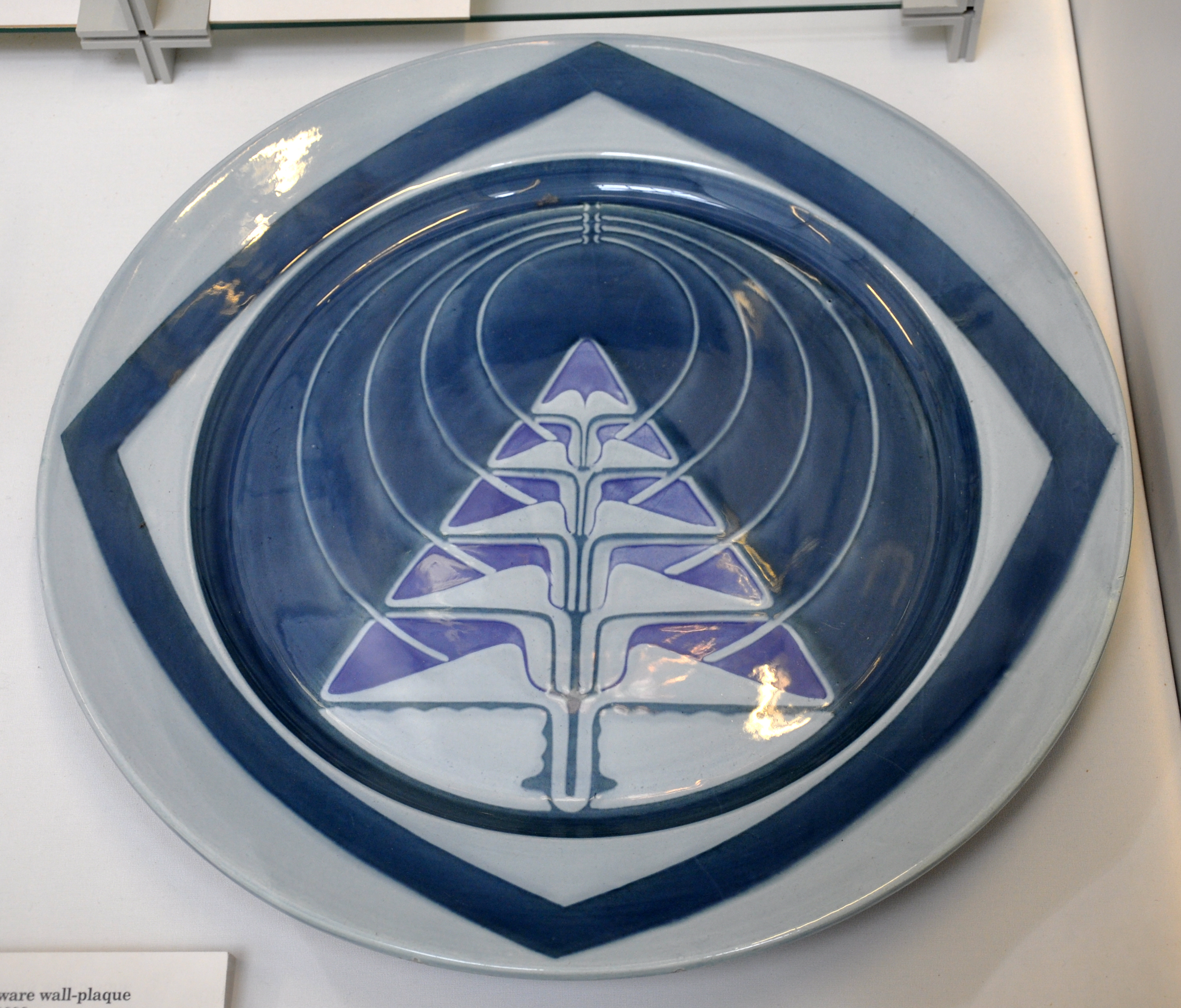
Plato art nouveau (1906) del diseñado alemán Christian Neureuther. Museo Británico.
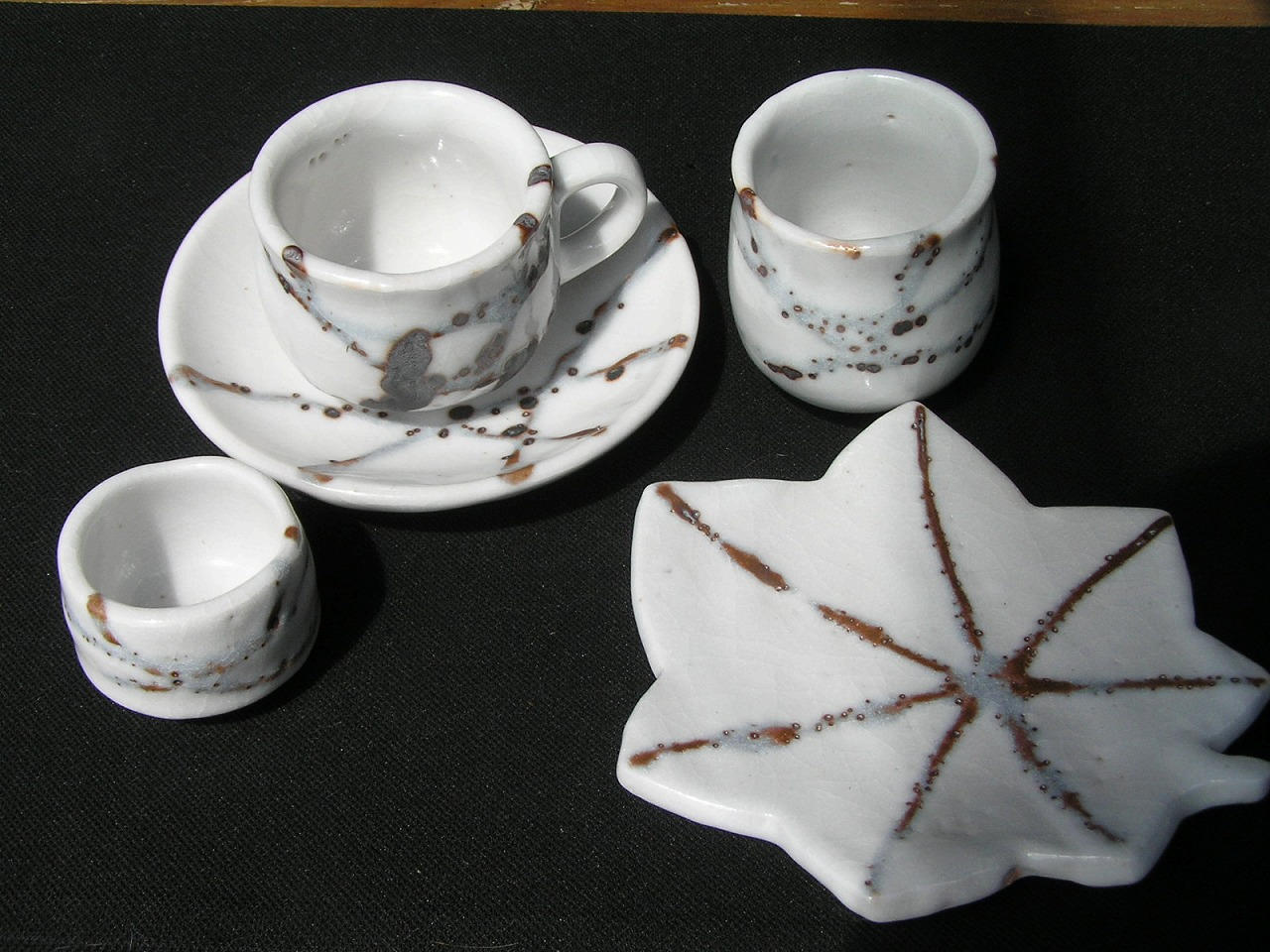
Plato para pastas en un juego de té: Yukishino (雪志野). Toki (Gifu) Japón.
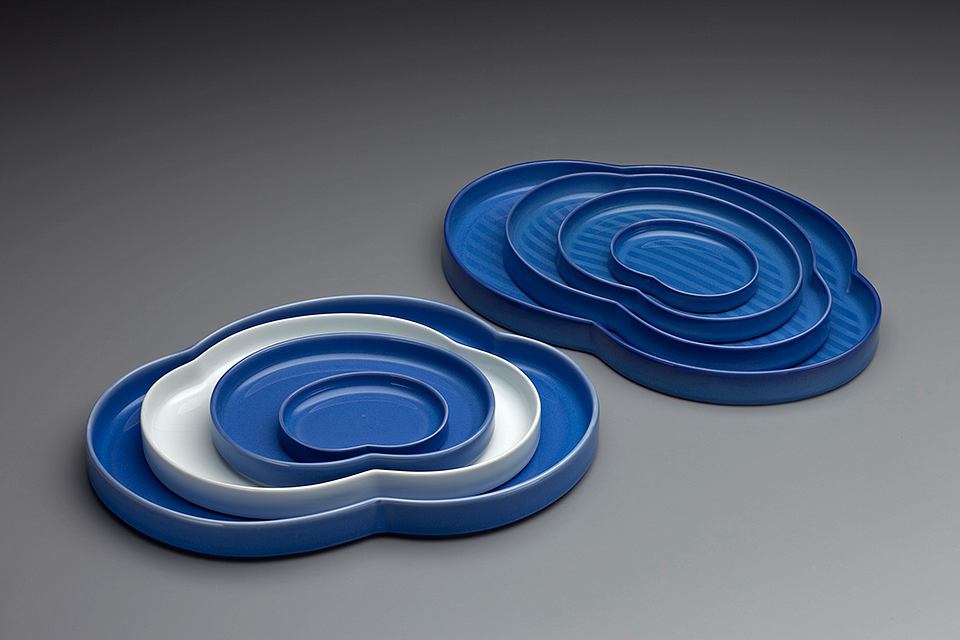
Vajilla libre (1981) de Masahiro-Mori, diseñador japonés de cerámica.
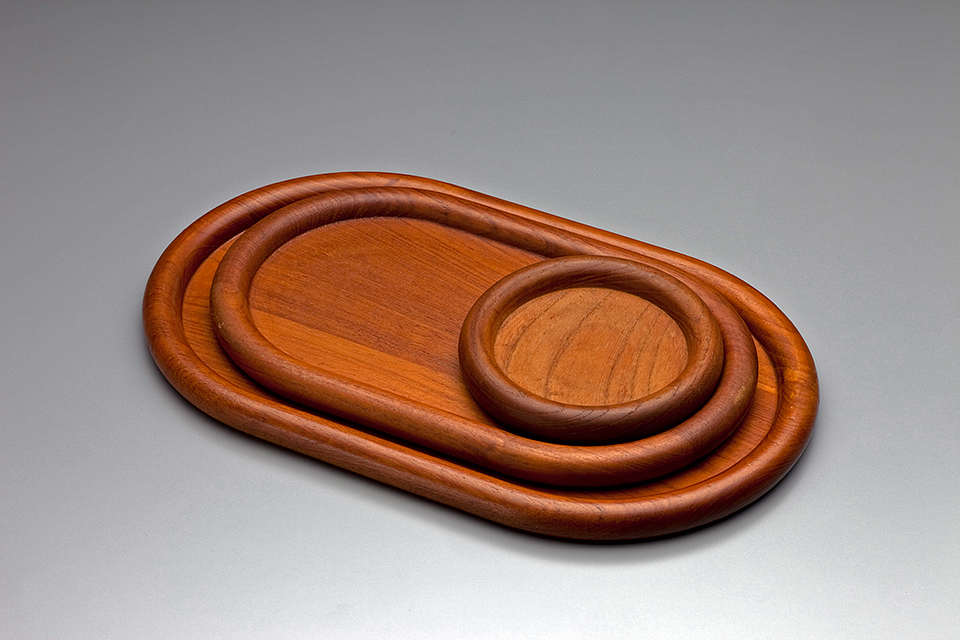
Diseño de platos en madera. Masahiro-Mori (森 正洋 デザイン 研究所). Japón.